# われらが背きし者
『われらが背きし者』（われらがそむきしもの、原題: Our Kind of Traitor）は、2016年制作のイギリスの映画。ジョン・ル・カレ原作の同名スパイ小説の映画化。

## あらすじ
モロッコで休暇中のイギリス人大学教授ペリーと妻のゲイルは、ディマという1人の男と偶然知り合う。
だが、ディマはロシアンマフィアの一員で、ペリー夫妻は彼から組織のマネーロンダリングの情報を聞き、さらに1つのUSBメモリをMI6に渡してほしいと懇願される。
突然の依頼に困惑するペリー夫妻だったが、ディマと彼の家族の命が狙われていると知り、仕方なくその依頼を引き受ける。
これをきっかけに、ペリー夫妻は世界を股にかけた危険な亡命劇に巻き込まれていく。

## キャスト
※括弧内は日本語吹替
- ペリー - ユアン・マクレガー（平田広明）: 大学教授。
- ディマ - ステラン・スカルスガルド（手塚秀彰）: ロシアンマフィア。資金洗浄を担当。
- ヘクター - ダミアン・ルイス（大滝寛）: MI6。
- ゲイル - ナオミ・ハリス（浅野まゆみ）: ペリーの妻で弁護士。
- オーブリー・ロングリッグ - ジェレミー・ノーサム（辻井健吾）: 元MI6、現下院議員で貿易金融委員会のトップ。
- ルーク - ハリド・アブダラ（英語版）（祐仙勇）: ヘクターの部下。
- ビリー・マットロック - マーク・ゲイティス（酒巻光宏）: ヘクターの上司。
- エミリオ・デル・オロ - ヴェリボール・トピッチ: ロシアンマフィアの弁護士。
- ナターシャ - アリシア・フォン・リットベルク（英語版）: ディマの娘。
- オーリー - マーク・スタンリー（英語版）: ヘクターの部下。
- プリンス（ニコライ・ペトロフ） - グリゴリー・ドブリギン（英語版）: ロシアンマフィアのボス。
- アンドレイ - マレク・オラヴェック（英語版）: ロシアンマフィアのメンバー。
- プリンスの恋人 - カーチャ・エリザローヴァ（英語版）
- 青い目の殺し屋 - パヴェウ・シャイダ（英語版）

## 音楽
- Our Kind of Traitor (Original Motion Picture Soundtrack) - サウンドトラック アルバムは、2016年5月13日にリリースされた。